# Liste der Stolpersteine in Berlin-Tempelhof
Die Liste der Stolpersteine in Berlin-Tempelhof enthält die Stolpersteine im Berliner Ortsteil Tempelhof im Bezirk Tempelhof-Schöneberg, die an das Schicksal der Menschen erinnern, die im Nationalsozialismus ermordet, deportiert, vertrieben oder in den Suizid getrieben wurden. Die Spalten der Tabelle sind selbsterklärend. Die Tabelle erfasst insgesamt 62 Stolpersteine und ist teilweise sortierbar; die Grundsortierung erfolgt alphabetisch nach dem Familiennamen.
| Bild | Name                       | Standort                                            | Verlegedatum  | Leben |                     |
| ---- | -------------------------- | --------------------------------------------------- | ------------- | --- | ------------------- |
|      | Else Ansbach               | Peter-Strasser-Weg 22                               | 3. Juni 2004  | Else Ring kam am 1. Januar 1887 in Lipine/Oberschlesien als Tochter des Mediziners Dr. Max Ring und seiner Frau Ida geboren Kosterlitz zur Welt. Sie heiratete am 2. Februar 1909 den Kaufmann Oskar Ansbach und zog zu ihm nach Tarnowitz. Die Tochter Ruth wurde am 22. November 1909 und der Sohn Herbert am 2. März 1913 geboren. Weil nach dem Ersten Weltkrieg die Stadt Tarnowitz nach Polen eingegliedert wurde, übersiedelte die Familie nach Berlin. Seit 1922 wohnte sie im eigenen Haus im Preußenring 11, der 1936 in Peter-Strasser-Weg 22 umbenannt wurde. Else Ansbach schrieb Gedichte und nahm an politischen Veranstaltungen teil, so demonstrierte sie für die Freilassung von Nicola Sacco und Bartolomeo Vanzetti, den in den USA inhaftierten anarchistischen Gewerkschaftsfunktionären, die beide nach einem Todesurteil 1927 hingerichtet worden sind. Ihr Sohn Herbert wurde wegen seiner Mitgliedschaft in einer Gruppe junger Kommunisten verhaftet und zu zweieinhalb Jahren Zuchthaus verurteilt. Else Ansbach stellte wegen der schweren Herzkrankheit ihres Sohnes einen Antrag auf Haftverschonung in Gedichtform, daraufhin erhielt Herbert Haftverschonung, die er nutzte, um illegal das Land zu verlassen. Die Tochter Ruth konnte ebenfalls emigrieren. Am 26. Oktober 1942 wurde Else Ansbach zusammen mit ihrem Mann nach Riga deportiert und dort am 29. Oktober 1942 ermordet. | 52.476416 13.382982 |
|      | Oskar Ansbach              | Peter-Strasser-Weg 22                               | 3. Juni 2004  | Oskar Ansbach kam am 22. Oktober 1879 in Tarnowitz/Oberschlesien als fünftes von sechs Kindern des Gastwirts Samuel Ansbach und seiner Frau Henriette geborene Stein zur Welt. Nach der Schule machte er eine Lehre bei einem Getreidekaufmann, bei dem er nach Beendigung der Lehre einige Zeit tätig war. Dann gründete er ein eigenes Geschäft und heiratete 1909 Else Ring. In Tarnowitz wurden die Kinder Ruth (1909) und Herbert (1913) geboren. Weil Tarnowitz nach dem Ersten Weltkrieg nach Polen eingegliedert wurde, zog die Familie nach Berlin und wohnte ab 1922 im eigenen Haus im Preußenring 11 (heute Peter-Strasser-Weg 22). Oskar Ansbach gründete in Berlin einen Großhandel, der jedoch die Zeit der Inflation nicht überstand. Er arbeitete als Handelsvertreter, bis ihm 1938 als Jude diese Tätigkeit untersagt wurde. Die Kinder Herbert und Ruth konnten ins Ausland fliehen, Oskar Ansbach wurde mit seiner Frau Else am 26. Oktober 1942 nach Riga deportiert und dort am 29. Oktober 1942 ermordet. | 52.476416 13.382982 |
|      | Hans Joachim Aqua-Kaufmann | Friedrich-Wilhelm-Straße 8                          | 12. Mai 2023  | |                     |
|      | Zoya Gertrud Aqua-Kaufmann | Friedrich-Wilhelm-Straße 8                          | 12. Mai 2023  | |                     |
|      | Gertrud Rosalie Basta      | Attilastraße 114                                    | 23. Juni 2023 | Gertrud Ulrike Rosalie Basta wurde am 2. März 1926 in Berlin-Charlottenburg geboren, ihre Eltern waren Käthe und Willy Basta. 1934 floh sie zusammen mit ihren Eltern nach Palästina, wo sie am 14. Mai 1934 einreisten. Später nannte sie sich Shoshana, sie starb 2004. | 52.447794 13.363428 |
|      | Käthe Basta                | Attilastraße 114                                    | 23. Juni 2023 | Käthe Basta wurde am 1. Mai 1895 in Stettin mit dem Mädchennamen Jastrow geboren, ihre Eltern waren der Schneider Jonas Jastrow (1860–1922) und die Kindergärtnerin Ernestine Jastrow, geborene Spandau (1861–1942). Sie hatte noch Geschwister, Friedrich (1888), Arno (1890), Alice verh. Krisch (1891–1943), Trude verh. Sperling (1892–1941) und Wilhelm (1897). Am 18. Januar 1926 heiratete sie den Kaufmann Willy Basta in Berlin-Steglitz. Ihre Tochter Gertrud Ulrike Rosalie wurde am 2. März 1926 in Berlin-Charlottenburg geboren. 1934 floh Käthe Basta gemeinsam mit ihrem Mann und ihrer Tochter nach Palästina, wo sie am 14. Mai 1934 einreisten. Ihre Mutter Ernestine Jastrow wurde am 17. August 1942 in das Ghetto Theresienstadt deportiert, wo sie nur kurze Zeit später am 3. September 1942 aufgrund katastrophaler hygienischer Bedingungen, Mangelernährung und fehlender medizinischer Versorgung zu Tode kam. Ihr Bruder Wilhelm Jastrow und seine Frau Anni überlebten durch Flucht über Uruguay und Brasilien nach Chile, für sie wurden am 23. Juni 2023 vor der Kaiser-Wilhelm-Straße 19 in Berlin-Lankwitz Stolpersteine verlegt. | 52.447794 13.363428 |
|      | Willy Basta                | Attilastraße 114                                    | 23. Juni 2023 | Willy Basta wurde am 4. September 1901 in Posen geboren, seine Eltern waren Hermann Basta (1866–1930) und Cornelia geborene Fraenkel (1872–1944). Er hatte noch eine Schwester, Gertrud Rosalie Ulrike (1906–1907). Am 18. Januar 1926 heiratete er Käthe Jastrow in Berlin-Steglitz. Seine Tochter Gertrud Ulrike Rosalie wurde am 2. März 1926 in Berlin-Charlottenburg geboren. 1929 steht Willy Basta mit der Attilastraße 114, die zu der Zeit zu Mariendorf gehörte, im Berliner Adreßbuch. Am 20. Juli 1930 starb sein Vater Hermann Basta in Berlin-Schöneberg. 1934 floh Willy Basta gemeinsam mit seiner Frau und Tochter nach Palästina, wo sie am 14. Mai 1934 einreisten. Seine Mutter Cornelia Basta wurde am 14. September 1942 aus der Vorbergstraße 15, dem langjährigen Wohnort der Familie Basta, in das Ghetto Theresienstadt deportiert und am 16. Mai 1944 weiter in das Vernichtungslager Auschwitz-Birkenau, wo sie ermordet wurde. Willy Basta starb am 15. Juli 1959 in Tel Aviv, Israel. Für seine Mutter Cornelia Basta wurde ebenfalls am 23. Juni 2023 ein Stolperstein vor der Vorbergstraße 15 in Schöneberg verlegt (siehe dort). | 52.447794 13.363428 |
|      | Gertrud Bender             | Blumenthalstraße 22                                 | 23. Juni 2023 | |                     |
|      | Lore Bender                | Blumenthalstraße 22                                 | 23. Juni 2023 | Lore Bender wurde am 28. Januar 1924 in Berlin geboren. Sie lebte ab 1932 mit ihren Eltern Rudolf Bender (1888–1943) und Gertrud Bender (geb. Cohn; 1895–1943) in der Blumenthalstraße und war ab 1934 in einer Mädchenschule in Mariendorf. Mit elf Jahren wurde sie aufgrund der Nürnberger Gesetze von der Schule verwiesen. 1937 floh die Familie nach Amsterdam. Dort besuchte Lore keine Schule mehr, weil sie die Sprache nicht beherrschte. Mit 16 Jahren begann sie eine Schneiderlehre und trug zum Einkommen der Familie bei. Die Niederlande wurden 1940 von den Nazis besetzt und Lore wenig später aus antisemitischen Gründen entlassen. In der Nacht, in der ihre Eltern verhaftet und deportiert wurden, war Lore nicht zuhause und entging der Verhaftung, wurde dann aber einen Monat später verschleppt, um Zwangsarbeit für die Firma Philips zu leisten. Bis zur Deportation ihrer Eltern nach Sobibor konnten sie noch Briefkontakt halten. Mit anderen Philips-Gefangenen wurde sie 1944 nach Auschwitz deportiert. Fünf Tage später kam sie zur Zwangsarbeit in die Telefunken-Fabrik nach Reichenbach, die im Februar 1945 Ziel eines Bombenangriffs wurde. Sie durchlitt einen viertägigen Todesmarsch nach Tschechien durch tiefen Schnee. In den zwei Jahren seit ihrer Ergreifung in Amsterdam war sie in neun verschiedenen Lagern. Lore wurde Anfang Mai 1945 im Neuengammer Außenlager Hamburg-Eidelstedt von der britischen Armee befreit. Sie wanderte nach Palästina aus, heiratete Robert Omri Mainzer und bekam drei Kinder. Lore Mainzer lebt noch heute in Israel. |                     |
|      | Rudolf Bender              | Blumenthalstraße 22                                 | 23. Juni 2023 | |                     |
|      | Ryfka Bittermann           | Kleineweg 129                                       | 30. März 2012 | Ryfka Rosa Rojek kam am 27. Mai 1874 in Biesgun/Russland in einer jüdischen Familie zur Welt. Sie heiratete am 15. Dezember 1892 in Spandau den Briefträger Michaelis Bittermann (geboren am 3. Oktober 1868 in Gnesen), zwei Töchter (Regina, geboren am 12. Oktober 1894, und Else, geboren am 5. November 1897) und ein Sohn (Erwin, geboren am 8. Juni 1900) kamen auf die Welt. Am 20. April 1919 starb Michaelis Bittermann im Krankenhaus der jüdischen Gemeinde und wurde auf dem Jüdischen Friedhof Weißensee begraben. Die Tochter Regina heiratete am 15. Oktober 1912 den Pelzmodenhändler Leib Leo Einhorn (geboren am 27. Dezember 1888 in Bochnia), einen österreichischen Staatsangehörigen. Sie hatten drei Kinder: Bruno (geboren am 16. Januar 1914), Charlotte (1916) und den 1919 geborenen Max. Das Ladengeschäft von Leo Einhorn befand sich u. a. in der Friedrichstraße 207 bzw. 46, privat wohnte die Familie im Kaiserkorso 80, der später in Kleineweg 129 umbenannt wurde. Regina Einhorn arbeitete im Geschäft ihres Mannes mit, bis sie am 4. August 1934 starb. Ab diesem Zeitpunkt führte ihre Mutter Ryfka Rosa Bittermann den Einhornschen Haushalt für ihren Schwiegersohn, bis dieser die 1913 geborene Ruth Dobrin heiratete. Sie war die Tochter des bekannten Konditors Moritz Dobrin und seiner Frau Helene geborene Leiser. Nach kurzer Zeit trennte sich das Ehepaar wieder. Leo Einhorn wurde 1939 gezwungen, sein Haus im Kleineweg 129 zu verkaufen, auch wurde sein Pelzmodengeschäft liquidiert. Ryfka Rosa Bittermann musste nach Berlin-Mitte in die Keibelstraße 4 umziehen. Von dort wurde sie am 26. Juni 1942 mit dem 11. Alterstransport nach Theresienstadt deportiert. Sie hatte noch eine weitere Deportation zu erdulden, am 19. September 1942 wurde sie nach Treblinka verfrachtet, wo sie wahrscheinlich sofort ermordet wurde. Von den 1.979 Personen des Transportes hat niemand überlebt. Die zweite Tochter von Ryfka und Michaelis Bittermann, Else, hatte den Bruder von Leo Einhorn, Joseph Einhorn, geheiratet und war mit ihm noch vor dem Zweiten Weltkrieg nach New York ausgewandert, wo sie in den 1970er Jahren verstarb. Die Kinder von Regina und Leo Einhorn konnten emigrieren: Charlotte nach Palästina, Bruno über die Schweiz und Italien nach Großbritannien, wo er seinen Namen in Bruce Eton änderte und Arzt wurde, Max emigrierte in die USA und nannte sich Maxwell Eton. Leo Einhorn überlebte den Zweiten Weltkrieg im Untergrund, Bruce Eton holte ihn nach dem Krieg nach England, wo er bis zu seinem Tode am 12. Juni 1975 in Hastings wohnte. Else Einhorn, Bruse Eton, Maxwell Eton und Charlotte Ullmann (geb. Einhorn) führten im Jahr 1957 mehrere Klagen auf Wiedergutmachung für Ryfka Bittermann. | 52.474722 13.384167 |
|      | Günther Blau               | Rothariweg 16b                                      | 18. Juli 2025 | |                     |
|      | Heinz Blau                 | Rothariweg 16b                                      | 18. Juli 2025 | |                     |
|      | Margarete Blau             | Rothariweg 16b                                      | 18. Juli 2025 | |                     |
|      | Marianne Cohn              | Wulfila-Ufer 52                                     | Dez. 2007     | Marianne Cohn kam am 7. September 1922 als Tochter des Kaufmanns Alfred Cohn und seiner Frau Margarete geborene Radt in Mannheim zur Welt. Sie lebte mit ihren Eltern und ihrer Schwester Lisa seit 1929 in Berlin zunächst in der Chausseestraße 35 (heute Mariendorfer Damm 76) und ab den frühen dreißiger Jahren dann im Wulfila-Ufer 52 zur Untermiete. Nach dem Besuch einer Tempelhofer Volksschule ging sie ab 1932 auf die „Deutsche Oberschule und Lyzeum mit Frauenschule“ in der Ringstraße 104–106 (heute: Johanna-Eck-Schule). Ihr Vater war Miteigentümer einer Maschinenfabrik und Eisengießerei. Als sein Kompagnon in das KZ Oranienburg verschleppt und ihm von Seiten der Nazis nahegelegt wurde, Deutschland zu verlassen, kündigte die Familie Cohn ihre Wohnung, verkaufte die Einrichtung und flüchtete zunächst nach Paris und dann nach Barcelona. Wegen des Bürgerkriegs in Spanien kehrte die Familie 1938 wieder nach Paris zurück, nach dem Einmarsch der Wehrmacht in Frankreich wurde ihr Vater verhaftet und im Camp de Gurs interniert. Nach seiner Freilassung, erneuter Internierung und erneuter Freilassung lebte die Familie u. a. in einer Hütte in 2000 m Höhe unter falschem Namen. Marianne Cohn ernährte die Familie alleine mit ihrem Gehalt, das sie als Kinderfürsorgerin bezog. Im März 1943 war sie für die zionistische Jugendorganisation „Mouvement des Jeunesses Sionistes“ tätig, für die sie jüdische Kinder in Sammeltransporten zur Schweizer Grenze brachte. Am 30. Mai 1944 wurde Marianne Cohn bei einem dieser Transporte verhaftet und mit den Kindern in ein Gefängnis nach Annemasse gebracht. Wegen der Kinder nutzte sie eine sich ergebende Gelegenheit zur Flucht nicht. Am 8. Juli 1944 wurde Marianne Cohn mutmaßlich von deutschen Soldaten vergewaltigt und ermordet, ihr Leichnam verstümmelt und am Ortsausgang von Annemasse verscharrt. Die Täter wurden trotz eines bekannt gewordenen Fotos der Mordtat nie ermittelt. | 52.450091 13.37174  |
|      | Alma Goetz                 | Blumenthalstraße 14                                 | 10. Nov. 2021 | Berta Agathe Alma Goetz wurde am 5. Februar 1864 in Danzig mit dem Familiennamen Leupold geboren. Ihr Vater war Gustav Eduard Leupold und ihre Mutter Klara Luise Wilhelmine Leupold (geb. Schmonke). Am 18. Oktober 1896 hatte sie in Dirschau Hermann Goetz geheiratet. Ihr Mann starb im Alter von 67 Jahren am 29. Oktober 1925 in Berlin-Charlottenburg. Seit ungefähr 1931 lebte sie als Witwe zusammen mit ihrer Tochter Edith in der Blumenthalstraße 14 in Tempelhof. Dort starb Alma Goetz am 22. August 1943. | 52.459956 13.381679 |
|      | Edith Goetz                | Blumenthalstraße 14                                 | 10. Nov. 2021 | Edith Goetz wurde am 26. Juli 1897 in Dirschau in Westpreußen geboren, ihre Mutter war Alma Goetz. Am 13. Oktober 1944 wurde sie aus Berlin nach Theresienstadt deportiert, sie überlebte dort durch die Befreiung im Mai 1945 den Holocaust. Auf der Transportliste wurde sie als Geltungsjude eingestuft, war also nach den Nürnberger Gesetzen ein jüdischer Mischling. Wahrscheinlich war nur ihr Vater Hermann Goetz jüdischer Abstammung und deshalb wurde sie nach dem Tod ihrer Mutter nach Theresienstadt deportiert. In dem Transport aus Berlin, das zu diesem Zeitpunkt offiziell als „judenrein“ galt, befanden sich 32 Menschen und nach Angaben der Historikerin Rita Meyhöfer sind 17 Überlebende dieses Transportes bekannt. | 52.459956 13.381679 |
|      | Ernestine Grünbaum         | Wiesenerstraße 35                                   | 3. Sep. 2024  | |                     |
|      | Gisela Grünbaum            | Wiesenerstraße 35                                   | 3. Sep. 2024  | |                     |
|      | Artur Grunwald             | Schulenburgring 2                                   | 6. Juni 2004  | Arthur Grunwald kam am 18. Juli 1889 in Myslowitz bei Kattowitz in einer jüdischen Familie auf die Welt. Er nahm am Ersten Weltkrieg teil und erhielt mehrere Auszeichnungen für seine Tapferkeit. Allerdings hatte er auch schwere Verletzungen davon getragen, so konnte er seine rechte Hand nicht mehr bewegen, weil ihm eine Granate den rechten Oberarm zerfetzt hatte. Er wurde Handelsvertreter in der Textilbranche und lebte mit seiner Frau Rosa geborene Friedländer in Tempelhof im Schulenburgring 2 in einer Zweieinhalb-Zimmer-Wohnung. Dort kamen die Söhne Fritz (1920) und Carl (1927) zur Welt. Nach der Machtübernahme der Nationalsozialisten verlor Arthur Grunwald seine Handelsvertretungen und war gezwungen, zu wesentlich schlechteren Bedingungen als zuvor im Restaurant Mokadero in der Friedrichstraße zu arbeiten. 1938 wurde er auch dort entlassen und arbeitete bis zu seiner Deportation beim Jüdischen Kulturbund und der Jüdischen Gemeinde. Am 8. März 1943 wurde Arthur Grunwald zusammen mit seiner Frau Rosa aus der Wohnung Schulenburgring 2 abgeholt, in ein Sammellager gebracht, am 17. März 1943 nach Theresienstadt deportiert und von dort am 18. Dezember 1943 nach Auschwitz gebracht. Seitdem gelten sie als verschollen, das offizielle Todesdatum ist der 8. Mai 1945. | 52.48371 13.381851  |
|      | Carl Grunwald              | Schulenburgring 2                                   | 6. Juni 2004  | Carl Grunwald kam am 18. April 1927 in Berlin als Sohn von Arthur Grunwald und Rosa geborene Friedländer auf die Welt. Sein Vater war selbständiger Handelsvertreter in der Textilbranche und lebte mit seiner Familie, zu der noch der ältere Sohn Fritz gehörte, in Tempelhof im Schulenburgring 2. Als Carl 1933 in die Schule kam, hatte sein Vater seine Handelsvertretungen verloren und musste zu schlechten Bedingungen im Restaurant Mokadero in der Friedrichstraße arbeiten. 1934 musste sein älterer Bruder Fritz seine Schule, das Askanische Gymnasium, verlassen, Carl wurde ebenfalls der Schule verwiesen. Bis er Unterricht in einer Schule der Jüdischen Gemeinde erhielt, arbeitete er in einer Tischlerwerkstatt. Sein Bruder Fritz konnte noch emigrieren, seine Eltern wurden am 8. März 1943 aus der Wohnung abgeholt, in ein Sammellager gebracht und schließlich am 17. März 1943 nach Theresienstadt deportiert, die Wohnung wurde nach dem Abtransport versiegelt. Carl, der damals 16 Jahre alt war, wurde vom Hausmeister des Hauses Schulenburgring 2 versteckt und verpflegt; dabei half ein Ehepaar, dem ein Lebensmittelgeschäft in der Nähe gehörte. Er wurde aber entdeckt und musste zu Ilse und Gerhard Cohn in die Taunusstraße 13 nach Friedenau ziehen. Von dort wurde er am 17. Mai 1943 nach Theresienstadt deportiert, wo sich seine Eltern aufhielten. Zusammen mit ihnen erfolgte die Deportation nach Auschwitz am 18. Dezember 1943, wo Carl von seinen Eltern getrennt wurde und weiter in das KZ Groß-Rosen gebracht wurde. Am 10. Februar 1945 wurde er in das KZ Buchenwald eingeliefert; dort starb er am 23. März 1945. Die Befreiung von Buchenwald durch die Amerikaner am 11. April 1945 hat er nicht mehr erlebt. | 52.483709 13.381852 |
|      | Rosa Grunwald              | Schulenburgring 2                                   | 6. Juni 2004  | Rosa Friedländer kam am 31. Oktober 1886 in Beuthen in einer jüdischen Familie auf die Welt. Sie arbeitete als Sekretärin für die Schuhputzmittelfirma „Urban & Lemm“, bis sie den selbständigen Handelsvertreter in der Textilbranche Arthur Grunwald heiratete und mit ihm in Tempelhof, Schulenburgring 2 wohnte. Dort kamen die beiden Söhne zur Welt: Fritz 1920 und Carl 1927. Nach der Machtübernahme durch die Nationalsozialisten verlor Arthur Grunwald seine Handelsvertretungen und musste zu schlechten Bedingungen im Restaurant Mokadero in der Friedrichstraße arbeiten. Der Sohn Fritz wurde 1934 vom Askanischen Gymnasium verwiesen, auch Carl durfte die Volksschule nicht mehr besuchen. Fritz konnte noch emigrieren, Rosa und Arthur Grunwald wurden am 8. März 1943 aus ihrer Wohnung im Schulenburgring 2 geholt und in eine Sammelstelle gebracht. Von dort erfolgte die Deportation am 17. März 1943 nach Theresienstadt. Während es ihrem Sohn Carl zunächst gelungen war, sich mithilfe des Hausmeisters zu verstecken, wurde er dann entdeckt und ebenfalls nach Theresienstadt gebracht. Von dort wurden Rosa, ihr Mann und Carl am 18. Dezember 1943 nach Auschwitz verschleppt, wo sie getrennt wurden. Carl kam in das KZ Groß-Rosen, Rosa und Arthur Grunwald wurden vermutlich sofort ermordet. Die Todeserklärung legt den 8. Mai 1945 als Todestag für beide fest. Carl starb am 23. März 1945 im KZ Buchenwald, nur Fritz überlebte, der sich in den USA Frederick Greenwood nannte. Er führte im Jahr 1961 für seine beiden Eltern ein Verfahren auf Wiedergutmachung. Ein weiteres Verfahren für Rosa führte die JRSO. | 52.483708 13.381853 |
|      | Helmuth Klotz              | Manfred-von-Richthofen-Straße 221                   | 19. März 2014 | Eine ältere Fassung des Stolpersteins wurde am 7. März 2009 verlegt. Am 19. März 2014 wurde er durch einen korrigierten Stein ersetzt. | 52.47263 13.384793  |
|      | Franz Klühs                | Kleineweg 77                                        | 6. März 2009  | | 52.476573 13.384338 |
|      | Erich Kuttner              | Burgherrenstraße 4                                  | 19. März 2014 | Eine ältere Fassung des Stolpersteins wurde am 6. März 2009 verlegt. Am 19. März 2014 wurde er durch einen korrigierten Stein ersetzt. | 52.484132 13.382222 |
|      | Otto Laabs                 | Hoeppnerstraße 4                                    | Dez. 2007     | Otto Laabs kam am 24. April 1887 in Groß-Gustkow/Pommern auf die Welt. Er heiratete und arbeitete als Straßenbahnführer in Berlin. Seit 1932 wohnte er am Braunschweiger Ring 4 (heute Hoeppnerstraße) in einer Siedlung für Mitarbeiter der Straßenbahn Berlin. Er gehörte der Religionsgemeinschaft der Zeugen Jehovas (Bibelforscher) an, die ab April 1933 verboten wurde. Otto Laabs wurde vorzeitig pensioniert und beteiligte sich 1937 an einer Protestaktion seiner Glaubensgemeinschaft. Dafür wurde er zu neun Monaten Gefängnis verurteilt. Vermutlich deswegen ließ sich seine Frau von ihm scheiden. Nach Ablauf der regulären Haftzeit wurde Otto Laabs wieder festgenommen und als „Schutzhäftling“ im KZ Sachsenhausen interniert. Von dort kam er am 3. September 1940 in das KZ Dachau. Wohl weil er die geforderte Arbeitsleistung nicht mehr erbringen konnte, wurde er am 16. Februar 1942 mit einem so genannten Invalidentransport in die Tötungsanstalt Hartheim im österreichischen Alkoven gebracht. Dort wurden die nicht mehr arbeitsfähigen KZ-Häftlinge aus dem süddeutschen Raum getötet. Das Todesdatum von Otto Laabs ist nicht bekannt. | 52.471898 13.384602 |
|      | Lilly Lewandowsky          | Tempelhofer Damm 84                                 | 7. März 2009  | Lilli Lewandowski kam am 25. Dezember 1889 in Santomischel/Posen als Tochter des Kantors Max Lewandowski und seiner Frau Maria geborene Silberstein auf die Welt. Nach der Volksschule besuchte sie das Knethesche Lyceum in Posen und erlangte den Abschluss einer Handelsschule. Bei der Getreidefirma Georg Bernhardt arbeitete sie sich bis zur Prokuristin hoch und folgte der Firma nach Berlin, als diese ihren Sitz dorthin verlegte. Weil diese Firma schloss, ging sie zur Getreidefirma Hugo Mettek & Co, anschließend war sie Prokuristin im Unternehmen von Sigismund Marcus. Nach dessen Tod arbeitete Lilli Lewandowski als Einkäuferin bei Butter-Nordstern, dann machte sie sich im Jahr 1931 als Handelsvertreterin in der Lebensmittelbranche selbständig. Nach den Novemberpogromen 1938 musste sie die Selbständigkeit aufgeben. Sie hatte nie geheiratet und immer mit ihrer Mutter zusammengelebt, zuletzt in der Berliner Straße 33b (heute Tempelhofer Damm 84). Als ihre Mutter 1939 starb, war es für eine Auswanderung für Lilli Lewandowski bereits zu spät. Nur ihre Schwester Irma Simon (1894 in Santomischel geboren) überlebte, weil sie frühzeitig nach Palästina ausgewandert war, nicht aber ihr Bruder Hugo (1885 geboren), der am 15. März 1943 im KZ Mauthausen ermordet wurde. Lilli Lewandowski wurde am 28. März 1942 nach Trawniki deportiert; da die für Trawniki bestimmten Transporte ihr Ziel nie erreichten, ist ungeklärt, wo sie ermordet wurde. Sowohl im Gedenkbuch des Bundesarchives als auch in der 'Page of Testimony', die ihre Schwester Irma ihr widmete, als auch auf der Karteikarte der Vermögensverwertungsstelle wird Lilli Lewandowski ohne 'y' geschrieben. | 52.474167 13.385412 |
|      | Hermann Lewin              | Manfred-von-Richthofen-Straße 30                    | 2006          | Hermann Lewin kam am 14. März 1884 in Berlin als Sohn des Kaufmanns Salomon Lewin und seiner Frau Pauline geborene Prager zur Welt. Er war Vertreter für chirurgische Instrumente und heiratete 1909 Johanna Kirchheim, von der er 1919 geschieden wurde. 1920 heiratete er Marie Schaefer. Sie bewohnten in Tempelhof in der Berliner Straße 25 und später in Alt-Lichtenrade eigene Wohnungen, 1939 waren sie Untermieter bei Bruno und Anna Neuthal in der Manfred-von-Richthofen-Straße 30. Sie mussten noch einmal umziehen in die Grolmannstraße 27/28 zu Ebenstein, von dort wurden sie am 26. Februar 1943 nach Auschwitz deportiert. Ein Todesdatum ist nicht bekannt. | 52.481667 13.379722 |
|      | Marie Lewin                | Manfred-von-Richthofen-Straße 30                    | 2006          | Marie Schaefer kam am 6. Juli 1890 in Gleiwitz/Schlesien als älteste Tochter von Wilhelm Schaefer und seiner Frau Selma geborene Wiener zur Welt. Ihr Vater besaß in Posen ein Hotel mit dem Namen „Friedrichshof“. Marie Schaefer zog nach Berlin und heiratete 1920 Hermann Lewin. Als ihr Vater starb, zog auch ihre Mutter nach Berlin und bewohnte mit Maries Bruder Richard, dessen Frau Margot geborene Berger und deren Sohn Kurt-Max eine Wohnung in der Gräfestraße 91. Von ihrer Familie wurde Marie nur „Tante Mietze“ genannt. Sie wohnte mit ihrem Mann in Tempelhof in der Berliner Straße 25 und später in Alt-Lichtenrade jeweils als Hauptmieter, 1939 waren sie Untermieter bei Bruno und Anna Neuthal in der Manfred-von-Richthofen-Straße 30. Sie mussten noch einmal umziehen in die Grolmannstraße 27/28 zu Ebenstein, von dort wurden sie am 26. Februar 1943 nach Auschwitz deportiert und zu einem unbekannten Zeitpunkt ermordet. | 52.481669 13.379722 |
|      | Käte Liebert               | Manfred-von-Richthofen-Straße 9                     | 21. März 2007 | Käthe Lewinsohn kam am 9. März 1882 in Berlin in einer jüdischen Familie zur Welt. Sie heiratete am 19. April 1902 den aus Graudenz stammenden Kaufmann Max Liebert und wohnte zunächst mit ihm in Königsberg. Dort kam der Sohn Werner 1903 zur Welt. 1906 zog die Familie nach Berlin, weil Max Liebert einen Lederwarenbetrieb erworben hatte, den er erfolgreich zu einer Bronzewarenfabrik ausbaute. Die Familie wohnte in einer Sechszimmer-Wohnung am Hohenzollernkorso 70 (heute Manfred-von-Richthofen-Straße 9). 1907 kam die Tochter Ilse auf die Welt. Die nationalsozialistischen Repressionen führten dazu, dass bereits im August 1933 die Firma ihres Mannes mithilfe des im Betrieb mitarbeitenden Sohnes Werner in das niederländische Almelo verlegt wurde. Das Unternehmen produzierte nun Beleuchtungskörper, die Familie wohnte zusammen in der Parkstraße 51, bis die Tochter Ilse den ebenfalls emigrierten Fritz Kaufmann heiratete und mit ihm in eine eigene Wohnung zog. Nach dem deutschen Einmarsch in Holland verschärften sich die Repressionen gegen die jüdische Bevölkerung bis 1942 das Unternehmen von Max Liebert einem deutschen Treuhänder unterstellt wurde; nur der Sohn Werner durfte noch dort arbeiten. Als auch ihm dies verwehrt wurde, ging Werner in den Untergrund und brachte vorher seine kranken Eltern in einem katholischen Krankenhaus in Almelo unter. Käthe Liebert wurde mit ihrem Mann Max aus dem Krankenhaus am 9. April 1943 in das Durchgangslager Westerbork deportiert und von dort am 18. Mai 1943 in das Vernichtungslager Sobibor, wo sie am 21. Mai 1943 ermordet wurden. | 52.483639 13.383749 |
|      | Max Liebert                | Manfred-von-Richthofen-Straße 9                     | 21. März 2007 | Max Liebert kam am 30. Oktober 1874 in Graudenz in einer jüdischen Familie auf die Welt. Er heiratete am 19. April 1902 die Berlinerin Käthe Lewinsohn, 1903 kam in Königsberg ihr Sohn Werner zur Welt. 1906 zog die Familie nach Berlin, wo Max Liebert ein Lederwarenunternehmen übernahm und es unter dem Namen „L.Moset Nachf.“ erfolgreich als Bronzewarenfabrik ausbaute. 1907 wurde die Tochter Ilse geboren, privat lebte die Familie in einer Sechszimmer-Wohnung am Hohenzollernkorso 70 (heute Manfred-von-Richthofen-Straße 9). Max Liebert kämpfte im Ersten Weltkrieg und wurde hierfür mit dem Krieger-Vereins-Ehrenkreuz II. Klasse ausgezeichnet. Die nationalsozialistischen Repressionen führten dazu, dass er mithilfe seines im Betrieb mitarbeitenden Sohnes Werner die Firma 1933 in das niederländische Almelo verlegte. Max Liebert produzierte nun Beleuchtungskörper, die Familie wohnte zusammen in der Parkstraße 51, bis die Tochter Ilse den ebenfalls emigrierten Fritz Kaufmann heiratete und mit ihm in eine eigene Wohnung zog. Nach dem deutschen Einmarsch in Holland verschärften sich die Repressionen gegen die jüdische Bevölkerung, bis 1942 das Unternehmen von Max Liebert einem deutschen Treuhänder unterstellt wurde; nur der Sohn Werner durfte noch dort arbeiten. Als ihm dies auch verwehrt wurde, ging Werner in den Untergrund und brachte vorher seine kranken Eltern in einem katholischen Krankenhaus in Almelo unter. Max Liebert wurde mit seiner Frau Käthe aus dem Krankenhaus am 9. April 1943 in das Durchgangslager Westerbork deportiert und von dort am 18. Mai 1943 in das Vernichtungslager Sobibor, wo sie am 21. Mai 1943 ermordet wurden. | 52.48364 13.38375   |
|      | Werner Liebert             | Manfred-von-Richthofen-Straße 9                     | 21. März 2007 | Werner Liebert kam am 22. Juli 1903 in Königsberg als erstes Kind des Kaufmannes Max Liebert und seiner Frau Käthe geborene Lewinsohn auf die Welt. Da sein Vater einen Lederwarenbetrieb in Berlin erwarb zog die Familie dorthin. 1907 wurde seine Schwester Ilse geboren. Die Familie wohnte in einer Sechszimmer-Wohnung am Hohenzollernkorso 70 (heute Manfred-von-Richthofen-Straße 9). Werner Liebert wurde Diplom-Kaufmann und war im Betrieb seines Vaters tätig, unter anderem war er Vertreter im In- und Ausland. Als die Repressionen gegen die jüdischen Gewerbetreibenden nach der Machtübernahme der Nationalsozialisten zunahmen, betrieb Werner Liebert nachdrücklich die Verlegung des väterlichen Betriebes mit allen Produktionsanlagen und der Büroausstattung nach Almelo in den Niederlanden. Im August 1933 gelang die Verlagerung des Unternehmens, in dem nun Beleuchtungskörper hergestellt wurden. Die Familie wohnte zusammen in der Parkstraße 51 bis seine Schwester den ebenfalls emigrierten Fritz Kaufmann heiratete und eine eigene Wohnung bezog. Nach dem Einmarsch der Wehrmacht 1940 wurde sein Vater Max Liebert enteignet, ein deutscher Treuhänder übernahm die Geschäftsführung. Werner Liebert durfte zunächst weiter in dem Betrieb arbeiten, wurde dann aber auch entlassen. Als er zur Zwangsarbeit aufgefordert wurde, versteckte er sich bei einer Bauernfamilie. Vorher hatte er seine kranken Eltern noch in einem katholischen Krankenhaus untergebracht. Einige Monate später wurde Werner Liebert entdeckt und verhaftet. Über das Sammellager Westerbork wurde er am 7. September 1943 nach Auschwitz deportiert und dort am 13. September 1943 vergast. | 52.483641 13.383751 |
|      | Franziska Liefmann         | Wiesenerstraße 33                                   | 2005          | Franziska Taterka kam am 27. Juli 1876 in Bromberg in einer jüdischen Familie zur Welt. Sie heiratete den am 13. Mai 1875 geborenen jüdischen Bankbeamten Alfred Liefmann und zog mit ihm nach Berlin. Am 11. Mai 1902 wurde in Berlin-Steglitz der Sohn Sven Gerd Ulrich geboren und am 7. Juli 1903 ihre Tochter Ruth Ingrid. Die Familie gehörte der evangelischen Kirche an, wie auch die Eltern und Geschwister von Alfred Liefmann (ein Bruder war der bekannte Nationalökonom Robert Liefmann, eine Schwester war Else Liefmann, eine Kinderärztin aus Freiburg im Breisgau). Am 22. März 1920 starb Alfred Liefmann in Leipzig. Der Sohn Gerd konnte 1938 mit seiner Frau Eleonore, die er 1937 in Berlin-Friedenau geheiratet hatte, nach Australien emigrieren, die Tochter Ruth reiste nach Palästina aus. Im Mai 1939 gab sie zur Volkszählung als Wohnsitz die Adresse Joachim-Friedrich-Straße 6 in Wilmersdorf an. Franziska Liefmann wurde Anfang 1941 einige Monate von der Judenhilfe der Bekennenden Kirchengemeinde der Annenkirche in Berlin-Dahlem versteckt, dann verzichtete sie aber bewusst auf diese Hilfe. Danach wohnte Franziska Liefmann bei der jüdischen Familie Lewinski in der Wiesenerstraße 33 in Neu-Tempelhof, der das 1928 neuerbaute Haus seit 1929 gehörte. Ab wann genau und ob dies ihr freiwillig gewählter Wohnort war, oder sie hierhin zwangseingewiesen wurde, ist nicht bekannt. Am 2. April 1942 wurde sie von Berlin nach Warschau deportiert. Aus dem dortigen Getto schrieb Franziska Liefmann an Mitglieder der Evangelischen Gemeinde in Dahlem und hoffte auf die Hilfe von Adolf Freudenberg, der mit einer Cousine ihres verstorbenen Mannes Alfred verheiratet war und der in der Schweiz das Flüchtlingshilfswerk im Auftrag des Ökumenischen Rates der Kirchen aufbauen sollte. Ihre Hoffnung war vergeblich, sie starb an einem uns unbekannten Zeitpunkt. Der Hauseigentümer der Wiesenerstraße 33, der Kaufmann Sally Lewinski (geb. am 28. 1871 in Kossabude), wurde zusammen mit seiner Frau Margarete (am 18. Juni 1880 in Lippinken geb. Gross) am 10. September 1942 von dort nach Theresienstadt deportiert. Am 28. Oktober 1944 wurden beide weiter in das KZ Auschwitz verschleppt und ermordet. Der Sohn Lothar Lewinski (geb. am 21. September 1902 in Berlin) wurde am 19. April 1943 ebenfalls von dort in das KZ Auschwitz deportiert und ermordet. Nur die Tochter Irmgard (gesch. Werner und verh. Stern, geb. am 15. Oktober 1905 in Berlin) überlebte, aus Chile führte sie 1959 für den Besitz ihrer Eltern eine Klage auf Wiedergutmachung. Für die Familie Lewinski wurden bisher noch keine Stolpersteine verlegt. Es könnte sich um ein sogenanntes Judenhaus gehandelt haben, da zur Volkszählung im Mai 1939 mit dieser Adresse noch fünf weitere Personen gemeldet waren, also in dem kleinen Reihenhaus mindestens acht Bewohner lebten. | 52.472887 13.379167 |
|      | Benno Mendel               | Schaffhausener Straße 57 (ehem. Germaniastraße 102) | 10. Juni 2022 | Benno Mendel wurde am 28. September 1875 in Schivelbein in Pommern geboren. Sein Vater war Aron Mendel und seine Mutter Rosalie geborene Salomon. Benno hatte mindestens noch einen Bruder, Abraham (1877–1945). Seit 1910 arbeitete er als Getreideagent an der Berliner Börse und bis 1931 fand er sich im Berliner Adressbuch als Getreidehändler. 1913 hatte er Margarete Gabriel geheiratet und zusammen hatten sie eine Tochter, Gabriele Jenny Mendel (geb. am 11. April 1914). Benno Mendel war Mitglied der SPD. Die Familie lebte von 1914 bis 1931 in Charlottenburg, danach zogen sie nach Tempelhof in die Germaniastraße 102, die zur 1929–1931 neu erbauten Bärensiedlung gehörte. Da das Getreidegeschäft wegen der Weltwirtschaftskrise nicht mehr so gut lief, war Benno Mendel wohl bis 1939 als Hausverwalter tätig. Ende April 1936 konnte ihre Tochter Gabriele, genannt Yella, nach Palästina auswandern und vielleicht warteten ihre Eltern ebenfalls noch auf eine Fluchtmöglichkeit nach Palästina. Die letzte Adresse der Familie war 1941 eine sogenannte Judenwohnung in der Motzstraße 34 in Schöneberg, in die sie zwangseingewiesen wurde. Von dort wurde das Ehepaar Mendel mit einem der ersten Transporte am 24. Oktober 1941 aus Berlin in das Ghetto in Litzmannstadt deportiert. Benno Mendel kam dort durch die unsäglichen hygienischen Verhältnisse und die ebenso katastrophale Ernährung am 23. März 1942 einen Monat nach seiner Frau zu Tode. Sein Bruder Abraham starb am 2. August 1945 in Berlin-Neukölln. Er war seit 1912 mit Selma Agnes Martha geborene Rummel (1884–1970) verheiratet, sie hatten zusammen eine Tochter namens Ruth. Die Verlegung der Stolpersteine fand in Anwesenheit eines Enkels mit seinen Kindern und weiteren Verwandten aus Israel statt. | 52.461242 13.41357  |
|      | Margarete Mendel           | Schaffhausener Straße 57 (ehem. Germaniastraße 102) | 10. Juni 2022 | Margarete Fernande Mendel wurde am 31. August 1882 in Berlin mit dem Mädchennamen Gabriel geboren. Ihr Vater war Chaim Gabriel (1850–1903) und ihre Mutter Jenny geborene Kastan (1860–1882). Ihre Mutter starb kurz nach ihrer Geburt am 13. September 1882 im Alter von nur 21 Jahren. 1885 heiratete ihr Vater in Prag erneut, mit Helene Bloch (1856–1938) hatte er drei weitere Kinder. Martha (ca. 1885), Alice Stefanie (1886) und Irma (1887) waren die Halbgeschwister von Margarete. 1913 heiratete sie Benno Mendel und zusammen hatten sie eine Tochter, Gabriele Jenny Mendel (geb. am 11. April 1914). Margarete war vermutlich vor ihrer Heirat die Sekretärin von Walther Rathenau, dem späteren Außenminister der Weimarer Republik. Die Familie lebte von 1914 bis 1931 in Charlottenburg, danach zogen sie nach Tempelhof in die Germaniastraße 102, die zur 1929–1931 neu erbauten Bärensiedlung gehörte. Ende April 1936 konnte ihre Tochter Gabriele, genannt Yella, nach Palästina auswandern und vielleicht warteten ihre Eltern ebenfalls noch auf eine Fluchtmöglichkeit nach Palästina. Die letzte Adresse der Familie war 1941 eine sogenannte Judenwohnung in der Motzstraße 34 in Schöneberg, in die sie zwangseingewiesen wurde. Von dort wurde das Ehepaar Mendel mit einem der ersten Transporte am 24. Oktober 1941 aus Berlin in das Ghetto in Litzmannstadt deportiert. Margarete Mendel kam dort durch die unsäglichen hygienischen Verhältnisse und die ebenso katastrophale Ernährung am 25. Februar 1942 einen Monat vor ihrem Mann zu Tode. Ihre Halbschwester Alice Stefanie (verh. und verw. Croner) konnte vor Kriegsausbruch nach England fliehen und überlebte, ihrer Halbschwester Irma (verh. Joseph) gelang dies nicht. Sie wurde mit ihrem Mann und ihrem Sohn am 26. Oktober 1942 aus Berlin nach Riga deportiert und dort ermordet. Das Schicksal von Martha ist unbekannt. Die Verlegung der Stolpersteine fand in Anwesenheit eines Enkels mit seinen Kindern und weiteren Verwandten aus Israel statt. | 52.461242 13.41357  |
|      | Alex Gerd Panthauer        | Kleineweg 105                                       | 6. März 2009  | Alex Gerd Panthauer kam am 23. Oktober 1922 in Berlin-Wilmersdorf als Sohn von Siegfried Panthauer und seiner Frau Erna geborene Alexander auf die Welt. Seine jüngere Schwester Ursula wurde am 17. September 1925 geboren. Sein Vater war Textilkaufmann und schloss sich mit Alfred Michaels zusammen zur Firma Michaels & Panthauer, Gardinen, Bettdecken, Vorhänge (Textil und Bekleidung), das Geschäftslokal befand sich in Mitte, Spandauer Straße 39. Privat wohnte die Familie ab 1922 im eigenen Haus im Kaiserkorso 90 in Tempelhof, 1936 wurde die Straße umbenannt, nunmehr war die Anschrift Kleineweg 105. Aufgrund des wirtschaftlichen Niedergangs musste sein Vater das Ladenlokal in der Spandauer Straße schließen, ab 1937 verkaufte sein Vater aus dem Wohnhaus heraus Gardinen; 1939 nach den Novemberpogromen 1938 wurde das Geschäft liquidiert. Alex Gerd musste Zwangsarbeit leisten bei der Kunsttischlerei Otto Gleichmer, Zossener Straße 41. Am 2. März 1943 wurde Alex Gerd mit seiner Mutter und seiner Schwester nach Auschwitz deportiert, einen Tag später musste sein Vater Siegfried Panthauer allein den Zug nach Auschwitz besteigen. Alex Gerd wurde am 15. Mai 1943 ermordet, er wurde nur 20 Jahre alt. | 52.475607 13.384333 |
|      | Erna Panthauer             | Kleineweg 105                                       | 6. März 2009  | Erna Alexander kam am 28. Juni 1898 in Stargard/Pommern in einer jüdischen Familie zur Welt. Ihre Eltern waren Abraham und Auguste Alexander. Sie hatte mehrere Geschwister, Gertrud (geboren am 25. Februar 1889), Gerhard (geboren am 3. Juli 1893), Ruth und Julie (geboren am 1. März 1891). Sie heiratete den Kaufmann Siegfried Panthauer und zog mit ihm nach Berlin. Die Kinder wurden geboren: Alex Gerd am 23. Oktober 1922 und Ursula am 17. September 1925. Siegfried Panthauer schloss sich mit Alfred Michaels zusammen zur Firma Michaels & Panthauer, Gardinen, Bettdecken, Vorhänge (Textil und Bekleidung), das Geschäftslokal befand sich in Mitte, Spandauer Straße 39. Privat wohnten Erna Panthauer und ihr Mann ab 1922 im eigenen Haus im Kaiserkorso 90 in Tempelhof, 1936 wurde die Straße umbenannt, nunmehr war die Anschrift Kleineweg 105. Aufgrund des wirtschaftlichen Niedergangs musste das Ladenlokal in der Spandauer Straße geschlossen werden, Siegfried Panthauer verkaufte nun aus seinem Wohnhaus heraus Gardinen. 1939 nach den Novemberpogromen 1938 wurde das Geschäft liquidiert. Am 2. März 1943 wurde Erna Panthauer mit den Kindern Ursula und Alex Gerd nach Auschwitz deportiert, einen Tag später musste Siegfried Panthauer allein den Zug nach Auschwitz besteigen. Von Erna Panthauer ist kein Todesdatum bekannt. | 52.475606 13.384332 |
|      | Siegfried Panthauer        | Kleineweg 105                                       | 6. März 2009  | Siegfried Panthauer kam am 25. Dezember 1889 in Osche in Westpreußen (heute Gmina Osie in Polen) als Sohn von Adolf Panthauer (1851–1933) und seiner Frau Pauline geborene Brünn (1855–1942) zur Welt. Er hatte einen Bruder Max, geboren am 27. Januar 1883, und eine Schwester Rosa, geboren am 1. Dezember 1894. Siegfried Panthauer wurde Textilkaufmann, zog nach Berlin und heiratete Erna Alexander, die am 28. Juni 1898 in Stargard geboren war. Die Kinder wurden geboren: Alex Gerd am 23. Oktober 1922 und Ursula am 17. September 1925. Siegfried Panthauer schloss sich mit Alfred Michaels zusammen zur Firma Michaels & Panthauer, Gardinen, Bettdecken, Vorhänge (Textil und Bekleidung), das Geschäftslokal befand sich in Mitte, Spandauer Straße 39. Privat wohnte Siegfried Panthauer mit seiner Familie ab 1922 im eigenen Haus im Kaiserkorso 90 in Tempelhof, 1936 wurde die Straße umbenannt, nunmehr war die Anschrift Kleineweg 105. Aufgrund des wirtschaftlichen Niedergangs musste das Ladenlokal in der Spandauer Straße geschlossen werden, Siegfried Panthauer verkaufte nun aus seinem Wohnhaus heraus. 1939 nach den Novemberpogromen 1938 wurde das Geschäft liquidiert. Nachdem am 2. März 1943 seine Frau Erna mit den Kindern Ursula und Alex Gerd nach Auschwitz deportiert wurde, musste Siegfried Panthauer am 3. März 1943 allein den Zug nach Auschwitz besteigen. Dort wurde er zu einem unbekannten Zeitpunkt ermordet. | 52.475605 13.384331 |
|      | Ursula Panthauer           | Kleineweg 105                                       | 6. März 2009  | Ursula Panthauer kam am 17. September 1925 in Berlin-Tempelhof als Tochter von Siegfried Panthauer und seiner Frau Erna geborene Alexander auf die Welt. Sie hatte einen älteren Bruder Alex Gerd. Ihr Vater war Textilkaufmann und besaß mit Alfred Michaels zusammen die Firma Michaels & Panthauer, Gardinen, Bettdecken, Vorhänge (Textil und Bekleidung), das Geschäftslokal befand sich in Mitte, Spandauer Straße 39. Privat wohnte die Familie ab 1922 im eigenen Haus im Kaiserkorso 90 in Tempelhof, 1936 wurde die Straße umbenannt, nunmehr war die Anschrift Kleineweg 105. Aufgrund des wirtschaftlichen Niedergangs musste ihr Vater das Ladenlokal in der Spandauer Straße schließen, ab 1937 verkaufte ihr Vater aus dem Wohnhaus heraus Gardinen; 1939 nach den Novemberpogromen 1938 wurde das Geschäft liquidiert. Am 2. März 1943 wurde Ursula mit ihrer Mutter und ihrem Bruder nach Auschwitz deportiert, einen Tag später musste ihr Vater Siegfried Panthauer allein den Zug nach Auschwitz besteigen. Ursula starb zu einem unbekannten Zeitpunkt. | 52.475604 13.38433  |
|      | Paula Pinczower            | Tempelhofer Damm 138                                | 7. März 2009  | Paula Pauline Cono kam am 25. Dezember 1878 in Mannheim in einer begüterten jüdischen Familie auf die Welt. Sie hatte zumindest noch zwei Schwestern: die am 30. August 1877 geborene Flora und die am 12. August 1880 geborene Laura. Paula Cono heiratete 1908 Ephraim Pinczower, den sie in Heidelberg als Medizinstudenten kennengelernt hatte. Dieser hatte sich 1907 in der Berliner Straße 53 (heute Tempelhofer Damm 138) als praktischer Arzt niedergelassen. Paula Pinczower arbeitete in der Praxis ihres Mannes mit. Während des Ersten Weltkrieges wurde ihr Mann eingezogen und arbeitete in verschiedenen Militärlazaretten, nach Kriegsende war er wieder in seiner Praxis tätig. Die Eheleute wohnten privat ebenfalls in der Berliner Straße 53 in einer Fünf-Zimmer-Wohnung. Diese enthielt eine wertvolle Privatsammlung von Judaica- und Hebraica-Literatur mit über 10.000 Büchern. Die Wohnung war ein beliebter Treffpunkt jüdischer Wissenschaftler. Auch wurde sie genutzt als Betstätte und private Synagoge des 1910 gegründeten Religionsvereins, der „Jüdischen Vereinigung Tempelhof-Marienfelde“. Am 12. März 1930 starb Dr. Ephraim Pinczower plötzlich an einem Herzleiden, das er sich im Ersten Weltkrieg zugezogen hatte. Als Alleinerbin ihres Mannes war Paula Pinczower zunächst materiell abgesichert; eine verwitwete Schwester zog zu ihr. Nach 1933 musste Paula Pinczower aber ihre Lebensversicherung kündigen, auch die große Wohnung konnte sie nicht mehr unterhalten. Ab 1938 wohnte Paula Pincower in der Prinzregentenstraße 91 zusammen mit ihren Schwestern Flora (verw. Landau) und Laura (verw. Kronenberg). Von dort wurden die drei Witwen am 28. März 1942 nach Piaski deportiert, wo sie zu einem unbekannten Zeitpunkt ermordet wurden. | 52.466954 13.385316 |
|      | Sophie Rausch              | Burgherrenstraße 2                                  | 26. Feb. 2020 | Sophie Rausch wurde am 10. November 1877 mit dem Mädchennamen Landsberger in Schrimm (heute Śrem in Polen) geboren. 1904 heiratete sie in Berlin den Kaufmann Julius Rausch (1875–1939), es wurden dort die Töchter Hildegard (1905) und Annemarie (1909) geboren. Julius Rausch starb 1939, er betrieb seit 1904 einen Großhandel in Papier und Pappe in der Alten Jakobstr. 24 in Kreuzberg. Den beiden Töchtern gelang die Flucht in die USA, Sophie Rausch wurde am 13. Januar 1942 aus der Burgherrenstraße 2 mit dem 8. Osttransport nach Riga deportiert und ermordet. | 52.484526 13.382913 |
|      | Herbert Reinert            | Friedrich-Karl-Straße 5                             | 7. März 2009  | Walter Bruno Herbert Reinert wurde am 5. Februar 1906 in Berlin geboren, seine Mutter war die ledige Arbeiterin Hedwig Emma Marie Heinze (geboren am 22. Februar 1878 in Berlin) und der Vater August Friedrich Reinert (geboren am 2. November 1876 in Berlin) erkannte ihn auf der Geburtsurkunde als sein Kind an. Die Hochzeit seiner Eltern erfolgte am 27. Februar 1906. Nach dem Besuch der Volks- und Realschule wurde er Maschinenschlosser und wohnte in Tempelhof, Friedrich-Karl-Straße 5. Er sympathisierte mit der KPD und als Mitglied des Arbeitersportvereins „Fichte“ (von 1924 bis zum Verbot 1933) gehörte er früh zu den Gegnern des Nationalsozialismus. Seit 1936 arbeitete er als technischer Revisor bei der Daimler-Benz AG in Berlin-Marienfelde und gehörte einer betrieblichen Widerstandsgruppe an. Am 16. Juli 1943 wurde er verhaftet und zusammen mit fünf weiteren Mitgliedern des „Kampfbundes“, einer von Kommunisten initiierten Widerstandsgruppe, in einem Kammergerichtsprozess gegen Beschäftigte des Mercedes-Benz Werk Berlin zum Tode verurteilt. Das Todesurteil wurde am 22. September 1944 im Gefängnis Plötzensee vollstreckt. | 52.455833 13.382778 |
|      | Hertha Reinhardt           | Manfred-von-Richthofen-Straße 26                    | 25. Mai 2024  | Hertha Reinhardt wurde am 17. November 1901 in Jakobsdorf/Pommern geboren. Im Mai 1939 zur Volkszählung gab sie als Anschrift die Manfred-von-Richthofen-Straße 26 an, wo ihre Schwester Elise zusammen mit ihrem Ehemann Fritz Wolff lebte. Sie war ledig und musste Zwangsarbeit für die Siemens-Schuckertwerke im Kabelwerk Gartenfeld leisten. Sie wohnte zuletzt in einem Zimmer als Untermieterin bei Flora Baumann in der Bregenzer Straße 1/2. Hertha Reinhardt wurde bei der Fabrikaktion am 26. Februar 1943 verhafet, am 1. März 1943 mit dem 31. Osttransport in das Vernichtungslager Auschwitz-Birkenau deportiert und dort sehr wahrscheinlich direkt nach der Ankunft am 2. März 1943 ermordet. | 52.482283 13.380509 |
|      | Max Reissner               | Manfred-von-Richthofen-Straße 28                    | 10. Nov. 2009 | Max Reissner kam am 8. Juli 1886 in Neustadt bei Pinne als Sohn des Getreidehändlers Jacob Reissner (1850–1913) und seiner Frau Helene geborene Mottek (1856–1930) auf die Welt. Er hatte noch zwei Geschwister, Rosa (1882–1932, verh. Haase) und Hugo (1884–1925). Max Reissner studierte Pharmazie und führte in Berlin-Kreuzberg mit einem Partner eine Apotheke. Er kämpfte im Ersten Weltkrieg, am 19. Dezember 1918 heiratete er Berlin-Neukölln die nichtjüdische Martha Anna Symonski (geboren am 24. Juli 1892 in Lyck, heute Ełk in Polen), die zum mosaischen Glauben konvertiert war. Zwei Kinder wurden geboren: am 8. Februar 1920 Ilse und am 15. August 1922 Hans-Joachim. Ilse war halbseitig gelähmt aber hochintelligent, sie erhielt Privatunterricht. Die Familie wohnte im Hohenzollernkorso 14 (heute Manfred-von-Richthofen-Straße 28). Am 18. September 1930 starb seine Mutter im St. Joseph Krankenhaus Berlin-Tempelhof. Als Frontkämpfer durfte Max Reissner seinen Beruf bis 1935 ausüben, dann wurde auch ihm die Zulassung als Apotheker entzogen. Um den Lebensunterhalt für die Familie zu verdienen, legte seine Frau, die Schneiderin war, die Meisterprüfung ab und arbeitete für bekannte Modefirmen. Die Familie musste umziehen: zunächst in die Kastanienallee, dann an den Kurfürstendamm 228. Max Reissner wurde am 11. November 1938, zwei Tage nach der Reichspogromnacht, verhaftet und in das KZ Sachsenhausen gebracht. Dort wurde er am 20. November 1938 ermordet. Seine Familie konnte ihn auf dem Jüdischen Friedhof Weißensee begraben. Seine Frau Martha Reissner führte 1950 für ihn ein Verfahren zur Wiedergutmachung, er war langjähriger Teilhaber und Geschäftsführer der Eisernen Kreuz Apotheke in der Kastanienallee 2 im Prenzlauer Berg. | 52.482174 13.380293 |
|      | Friedrich Schulmeister     | Burgherrenstraße 3                                  | 16. Okt. 2023 | |                     |
|      | Katharina Schulmeister     | Burgherrenstraße 3                                  | 16. Okt. 2023 | |                     |
|      | Erla Schulz                | Burgemeisterstraße 73                               | 27. Nov. 2021 | |                     |
|      | Erwin Schulz               | Burgemeisterstraße 73                               | 27. Nov. 2021 | |                     |
|      | Elisabeth Schumacher       | Werner-Voß-Damm 42                                  | 25. Sep. 2015 | | 52.474722 13.3725   |
|      | Kurt Schumacher            | Werner-Voß-Damm 42                                  | 25. Sep. 2015 | | 52.474722 13.3725   |
|      | Gerhard Wartenberg         | Alt-Tempelhof 9                                     | 7. März 2009  | Gerhard Wartenberg wurde am 1. Februar 1904 in Tannroda/Thüringen als Sohn eines selbständigen Schildermalers geboren. Frühzeitig trat er einer anarcho-syndikalistischen Jugendgruppe bei, 1927 wurde er Mitglied der Freien Arbeiter-Union Deutschlands (FAUD), einer anarcho-syndikalistischen Gewerkschaft. 1926 studierte er in Leipzig Chemie und wurde 1928 zum Dr. phil. promoviert. Vom Herbst 1929 bis Mitte 1930 war er als Chemiker bei der französischen Firma „Produits photographiques et plastiques“ tätig, die eine Produktionsstätte in Pereslawl bei Moskau hatte. Zurück in Berlin heiratete er Käthe Pietzuch, eine Tochter wurde geboren. Gerhard Wartenberg war von 1930 bis 1932 Leiter der Lesegemeinschaft der FAUD, der „Bücher-Gilde“, daneben Mitglied der Geschäftsführenden Kommission der FAUD und Schriftleiter der Zeitschrift „Syndikalist“ bzw. „Arbeiter-Echo“. Am 20. Mai 1933 erhielt er wegen zweier darin enthaltener Artikel eine zweimonatige Gefängnisstrafe, die aber amnestiert wurde. 1932 veröffentlichte er unter dem Pseudonym H. W. Gerhard die FAUD-Broschüre „Über Hildburghausen ins dritte Reich“. Aufgrund der in dieser Broschüre ausgeführten, weitsichtigen Analyse des faschistischen Systems wurde sie verboten. Am 9. März 1933 wurde die Geschäftsstelle der FAUD, die sich am Märkischen Ufer befand, besetzt und Gerhard Wartenberg konnte sich nur zufällig der drohenden Verhaftung entziehen. Er lebte illegal bis zu seiner Flucht nach Erfurt Ende 1933 bei seiner Tante in der Tempelhofer Dorfstraße 25 (heute Alt Tempelhof 9–11). Anschließend hielt er sich bei seinen Eltern in Leipzig auf. Am 7. Mai 1937 wurde er verhaftet und am 6. April 1938 zu einer fünfjährigen Zuchthausstrafe verurteilt. Noch vor seiner Freilassung wurde er in das KZ Sachsenhausen deportiert und dort am 22. Dezember 1942 ermordet. Offizielle Todesursache war „Doppelseitige Lungentuberkulose“. | 52.465556 13.3875   |
|      | Elise Wegner               | Wiesenerstraße 35                                   | 3. Sep. 2024  | |                     |
|      | Emma Weiland               | Bäumerplan 11                                       | 2. Nov. 2010  | Emma Spanier kam am 4. Juli 1890 in Berlin in einer jüdischen Familie zur Welt. Sie heiratete am 8. April 1913 in Berlin-Lichtenberg den nichtjüdischen Unternehmer Heinrich Weiland und wohnte mit ihm in Tempelhof, Bäumerplan 11. Sie hatten nur eine Tochter Ruth, die 1915 geboren wurde und 1935 starb. Ihr Mann Heinrich Weiland besaß eine elektrotechnische Fabrik mit Sitz in Kreuzberg, Blücherstraße, in der u. a. Funkmessgeräte für die Luftwaffe hergestellt wurden. Am 8. August 1942 starb ihr Mann und Emma Weiland erbte zwar die Firma, ihr wurden jedoch nur monatlich 150,00 Mark ausgezahlt. Sie versuchte, die Firma ihrem nichtjüdischen Stiefsohn, dem Hauptfeldwebel Pörschke, zu schenken. Der Oberfinanzpräsident erkannte die Wirksamkeit der Schenkung nicht an, weil Emma Weiland seit dem 15. Oktober 1941 nicht mehr frei über ihr Vermögen verfügen durfte. Am 6. März 1943 wurde Emma Weiland nach Auschwitz deportiert und dort zu einem unbekannten Zeitpunkt ermordet. | 52.47918 13.37557   |
|      | Max Westphal               | Paradestraße 22                                     | 6. März 2009  | Max Westphal kam am 30. September 1895 in Hamburg als Sohn eines Hafenarbeiters zur Welt und arbeitete nach dem Besuch der Volksschule bei der Hamburger Niederlassung der Benz & Co. AG, zunächst als Bote und dann als Angestellter. Er war Mitglied in der Jugendgruppe des Fortbildungsvereins, einer sozialistischen Jugendgruppe, der eine politische Betätigung verboten war. Im Ersten Weltkrieg wurde er eingezogen und verlor bei einem Angriff seinen linken Arm. Nach langem Lazarettaufenthalt kehrte er nach Hamburg zurück und heiratete Alice Düsedau, die ebenfalls politisch tätig war. 1921 wurde er zum Vorsitzenden der sozialdemokratischen Jugendorganisation „Verband der Arbeiterjugendvereine Deutschlands“ gewählt. In diesem Jahr zog er mit seiner Familie nach Berlin. Er hatte eine Tochter Lotte und einen Sohn Heinz, die Familie wohnte in Tempelhof in der Paradestraße 22. Auf dem Kieler Parteitag der SPD 1927 wurde er zum Parteisekretär gewählt und 1932 in den preußischen Landtag. Nach der Machtergreifung der Nazis wurde die SPD am 22. Juni 1933 verboten und Max Westphal in Schutzhaft genommen. Im Herbst 1933 wurde er wieder frei gelassen, aber er war seiner Existenzgrundlage beraubt. Er versuchte durch einen Handel mit Tabakwaren per Fahrrad unter den Genossen seinen Lebensunterhalt zu verdienen. 1938 wurde er wieder verhaftet: er wurde angeklagt, Vorbereitungen zum Hochverrat getroffen zu haben. Es kam zwar zu einem Freispruch, aber er wurde nicht aus der Haft entlassen, sondern nach Sachsenhausen verschleppt. Nach Misshandlungen kam er erst im Mai 1940 frei. Er starb am 28. Dezember 1942 im Charlottenburger Hildegard-Krankenhaus an den Folgen der Haftbedingungen. | 52.478355 13.38224  |
|      | Ilse Widmann               | Wiesenerstraße 35                                   | 3. Sep. 2024  | |                     |
|      | Elise Wolff                | Manfred-von-Richthofen-Straße 26                    | 25. Mai 2024  | Elise Wolff wurde am 18. Dezember 1889 in Jakobsdorf/Pommern mit dem Mädchennamen Reinhardt geboren, am 9. April 1927 hatte sie in Berlin den Kaufmann Fritz Benjamin Wolff geheiratet. Das Ehepaar wohnte laut Berliner Adreßbuch zwischen 1934 und 1939 in Neu-Tempelhof im Hohenzollernkorso 12a (ab 1936 Manfred-von-Richthofen-Straße 26). Am 29. November 1942 wurden Elise und Fritz Wolff gemeinsam in dem 23. Osttransport in das Vernichtungslager Auschwitz-Birkenau deportiert und dort ermordet. Da es kein Todesdatum gab, wurde sie gerichtlich zum Jahresende 1945 für tot erklärt. | 52.482283 13.380509 |
|      | Fritz Benjamin Wolff       | Manfred-von-Richthofen-Straße 26                    | 25. Mai 2024  | Der Kaufmann Fritz Benjamin Wolff wurde am 30. Mai 1880 in Darmstadt geboren, am 9. April 1927 hatte er in Berlin Elise Reinhardt geheiratet. Ab 1934 wohnte das Ehepaar laut Berliner Adreßbuch im Hohenzollernkorso 12a (ab 1936 Manfred-von-Richthofen-Straße 26) in Neu-Tempelhof. Der sehr wahrscheinlich erzwungene Umzug in die Bleibtreustraße 17 als Untermieter in einem Zimmer von der Hauptmieterin Hermine Lipschitz muss nach Mai 1939 stattgefunden haben, im Berliner Adreßbuch ist ab 1940 kein Eintrag mehr zu Fritz Wolff als Hauptmieter vorhanden. Am 29. November 1942 wurden Fritz und Elise Wolff gemeinsam in dem 23. Osttransport in das Vernichtungslager Auschwitz-Birkenau deportiert und dort ermordet. Da es kein Todesdatum gab, wurde er gerichtlich zum Jahresende 1945 für tot erklärt. | 52.482283 13.380509 |
|      | Erna Wolfram               | Manfred-von-Richthofen-Straße 169                   | 4. Nov. 2022  | |                     |
|      | Paul Wolfram               | Manfred-von-Richthofen-Straße 169                   | 4. Nov. 2022  | |                     |
|      | Peter Paul Wolfram         | Manfred-von-Richthofen-Straße 169                   | 4. Nov. 2022  | |                     |
|      | Selma Wolfram              | Manfred-von-Richthofen-Straße 169                   | 4. Nov. 2022  | |                     |
|      | Clara Wollenberg           | Alboinplatz 8                                       | 24. Nov. 2018 | Clara Wollenberg (geb. Kessel) kam am 24. Mai 1873 in Berlin auf die Welt, ihr Vater Abraham Adolph Kessel (geb. ca. 1824; gest. 1. Oktober 1891 in Berlin) und ihre Mutter Emilie Kessel (geb. Hirsch ca. 1835; gest. 24. April 1912 in Berlin-Schöneberg) gaben die Geburt ihres 11. Kindes über das Königlich Preußische Stadtgericht Berlin bekannt. Die Familie lebte damals in der Alexanderstraße, unweit des Alexanderplatzes. Um die Jahrhundertwende heiratete Clara Kessel den deutlich älteren Witwer Dr. Salo Wollenberg (geb. 30. April 1859 in Bobreck; gestorben 31. Mai 1928 in Berlin-Schöneberg), er war praktischer Arzt und Sanitätsrat sowie Vater von drei kleinen Kindern: Erna (geb. am 4. Januar 1893 in Berlin; gest. 27. Juli 1983 in Johannesburg), Rudolph (geb. am 4. März 1894 in Berlin; gest. in São Paulo) und Caterina (geb. am 29. Mai 1897 in Berlin; gest. 29. Dezember 1924 in Neapel). Die Kinder entstammten aus seiner ersten Ehe mit Ida Meyerhof (geb. am 12. Juli 1866 in Münden Provinz Hannover; gest. am 21. Oktober 1897 in Berlin), die er am 18. März 1892 in Berlin geheiratet hatte. 1932 zog Clara nach dem Tod ihres Mannes aus der Pallasstraße 25 in Berlin-Schöneberg nach Berlin-Tempelhof in eine Dreizimmerwohnung um, 1937 und 1938 stand sie mit der Adresse Alboinplatz 8 im Berliner Telefonbuch. 1939 zur Volkszählung gab sie die Barbarossastraße 47 in Berlin-Schöneberg als Adresse an und 1942 wohnte sie in der Giesebrechtstraße 18 in Berlin-Charlottenburg. Am 8. Juni 1942 beging sie dort Suizid, um ihrer bevorstehenden Deportation zu entgehen. Ihre zu diesem Zeitpunkt noch lebenden Stiefkinder konnten rechtzeitig emigrieren, Erna nach Südafrika und Rudolph nach Brasilien, die jüngste Stieftochter Caterina war 1924 in Neapel/Italien verstorben. Viele Geschwister von Clara konnten rechtzeitig in die USA auswandern, ebenso mehrere Geschwister ihres verstorbenen Mannes Salo. Warum sie praktisch als Einzige ihrer Familie alleine in Berlin zurückblieb, ist nicht bekannt. | 52.45942 13.37109   |